# Tonadico
Tonadìco (Tonadìch in dialetto primierotto), già comune autonomo fino al 31 dicembre 2015, è una delle cinque circoscrizioni che compongono il comune di Primiero San Martino di Castrozza, nella provincia autonoma di Trento, in Trentino-Alto Adige. 
Il territorio comunale era abbastanza esteso (circa 90 km²) e comprendeva, oltre agli estesi prati, pascoli e boschi della Val Canali, anche un'exclave comprendente l'alta Val Venegia, una sezione molto ampia delle vette e dell'altopiano delle Pale di San Martino e la porzione orientale di San Martino di Castrozza, che oggi costituisce l'omonima circoscrizione del comune di Primiero San Martino di Castrozza.

## Geografia fisica
Il paese di Tonadico si trova allo sbocco della Val Canali, percorsa dall'omonimo torrente, che rappresenta la zona meridionale d'accesso al gruppo delle Pale di San Martino. All'altezza di località Sabbionade, si innesta una vallata laterale, la Val Pradidali, ancora più selvaggia, che permette di raggiungere il rifugio omonimo e l'altopiano delle Pale.
I prati Fosne sono una conca prativa dov'è presente, accanto ai masi, un grande masso staccatosi dalle cime sovrastanti e i prati Piereni con vista su cima Cimerlo.
La gran parte del territorio della frazione è inclusa nel Parco Naturale Paneveggio-Pale di San Martino.

## Storia
Non è chiara l'origine del toponimo Tonadico, il cui suffisso celtico in -icum fa pensare ad un insediamento della tarda romanità.
Il paese presenta numerose testimonianze storiche, per essere stato il centro politico della comunità di Primiero e del capitano che reggeva la giurisdizione del Castel Pietra, arroccato a nord del paese.
Il marzollo di Tonadico (cioè il borgomastro del comune) aveva inoltre il privilegio di custodire gli statuti con i quali veniva governata la comunità del Primiero.
Tonadico è stato parte dei possedimenti del vescovo di Feltre fino al 1349, quando entrò a far parte dell'Impero d'Austria, dal quale si staccò solo a conclusione della prima guerra mondiale. 
Nel 1401 Tonadico e l'intero Primiero vengono consegnati come feudo alla famiglia Welsperg, originaria della Val Pusteria.

### Simboli
Lo stemma e il gonfalone del comune di Tonadico erano stati approvati con D.G.P. del 13 dicembre 1988.
Stemma
Gonfalone

## Monumenti e luoghi d'interesse

### Architetture religiose

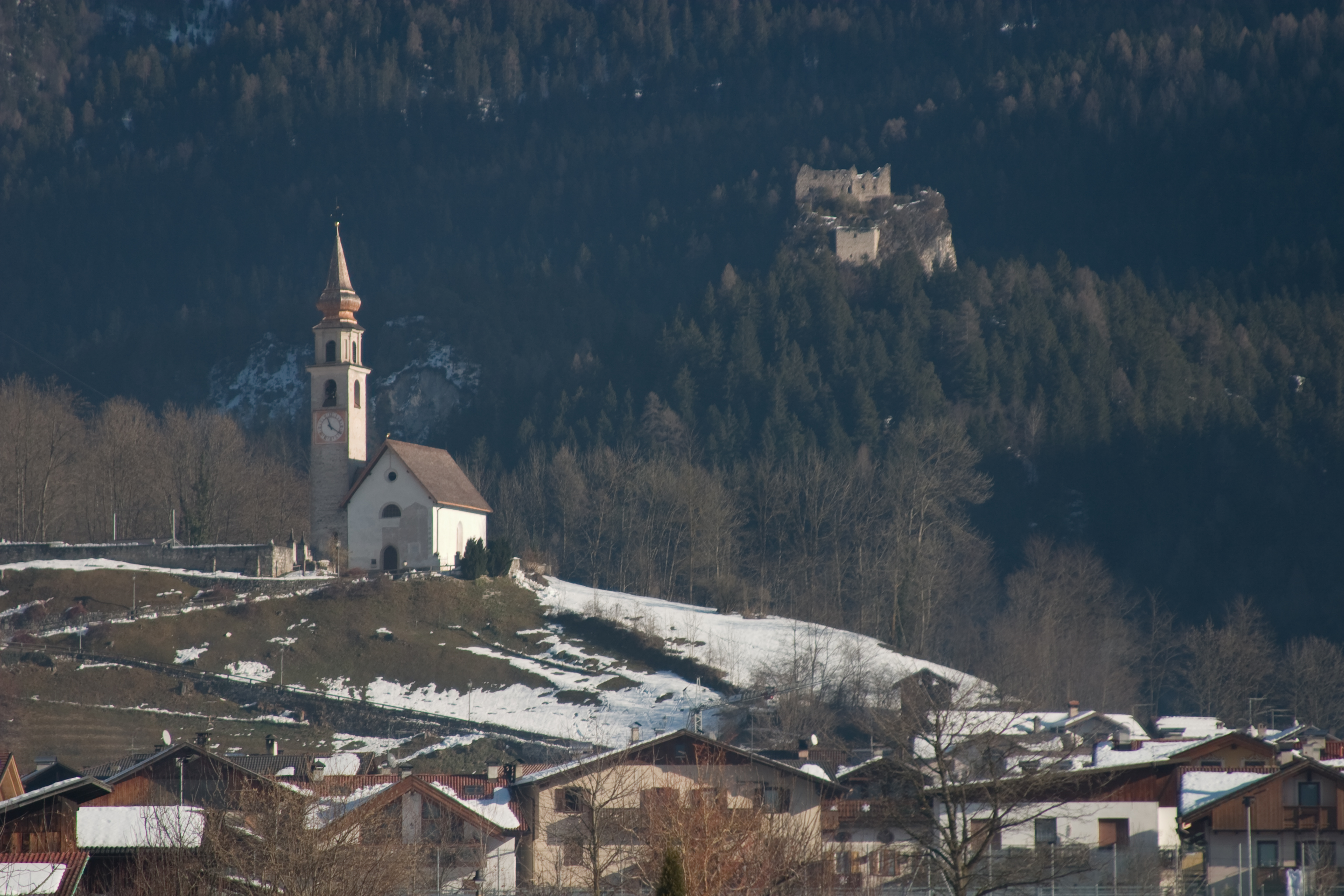
Chiesa dei Santi Vittore e Corona.

- Chiesa dei Santi Vittore e Corona. La piccola chiesa, risalente all'XI secolo, fu costruita sul colle che sovrasta l'abitato di Tonadico. Venne dedicata ai Santi Vittore e Corona, patroni di Feltre, poiché in età medievale Tonadico apparteneva alla diocesi feltrina. Il recente restauro ha permesso una datazione precisa, specialmente in riferimento agli antichi affreschi presenti. Sono emersi infatti quattro diversi strati di dipinti, ciascuno risalente ad un'epoca storica diversa. Il più antico, realizzato nel Duecento, presenta caratteri tipicamente medievali, con battaglie tra cavalieri armati a cavallo nel registro inferiore dell'aula, mentre nella controfacciata sono presenti raffigurazioni allegoriche dell'Inferno, del Purgatorio e del Paradiso.
- Chiesa di San Sebastiano. La chiesa parrocchiale venne edificata nel 1655 ed è priva di campanile. Ampliata nei primi anni dell'Ottocento, presenta all'interno l'altare maggiore con il tradizionale ciborio trentino in legno.

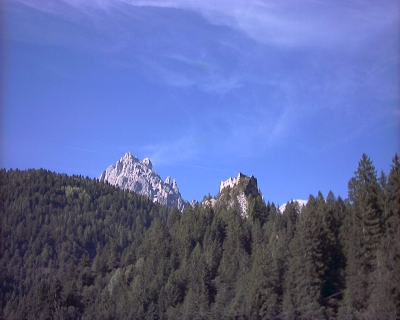
Castel Pietra.

### Architetture militari
- Castel Pietra. Antico maniero edificato nel 1100 su un masso originato da una frana all'imbocco della Val Canali, in una posizione strategica per la difesa di Primiero. Inizialmente era sede del capitano del vescovo di Feltre, ma dal XV secolo divenne la residenza della famiglia Welsperg, feudatari per conto degli Asburgo della valle. I Welsperg abbandonarono l'edificio nel 1675, dopo un furioso incendio. Nel 1865 un'alluvione portò al crollo di parte dell'edificio, che già era stato abbandonato, e della torre esagonale.

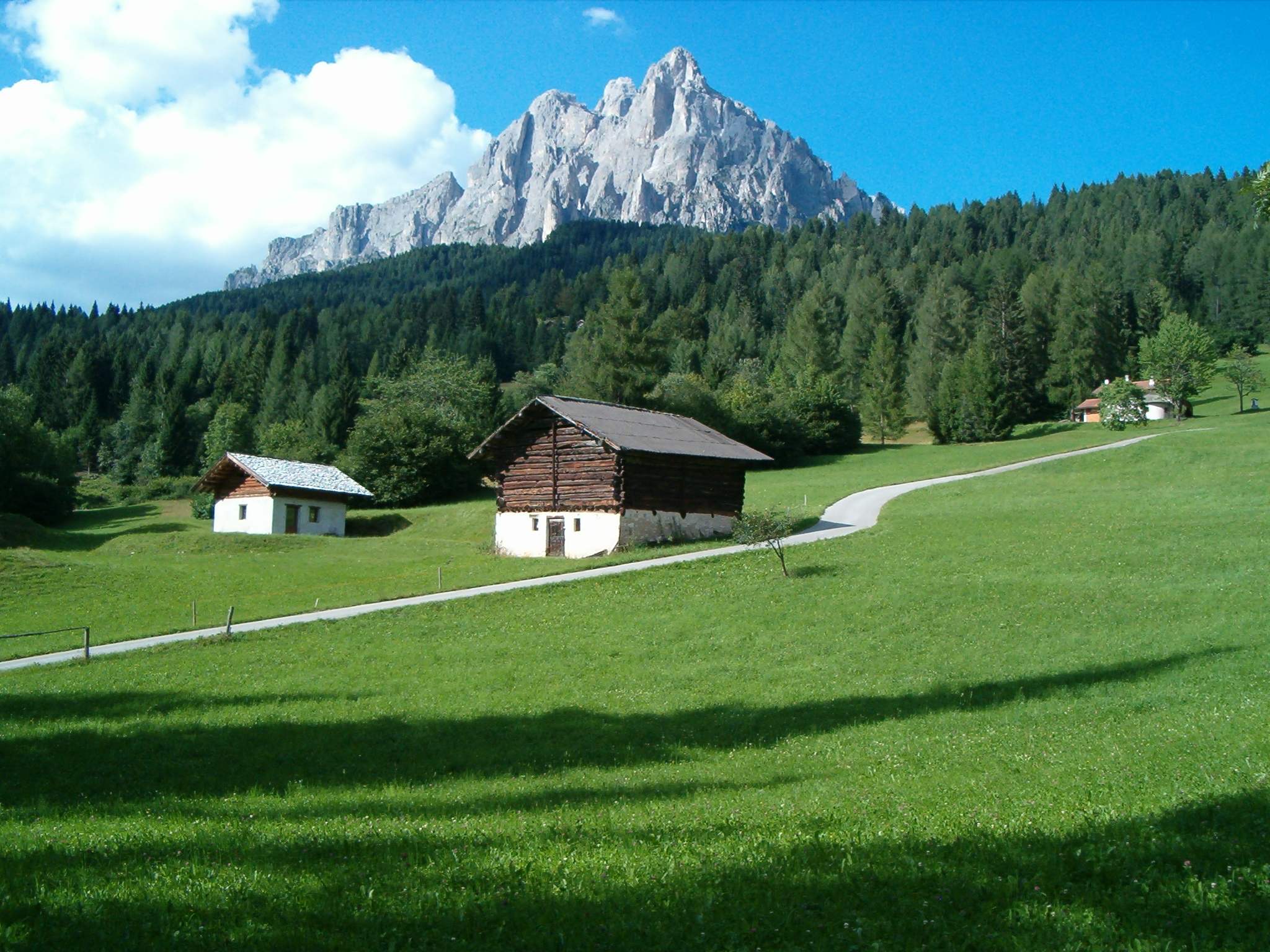
Masi in località Strine.

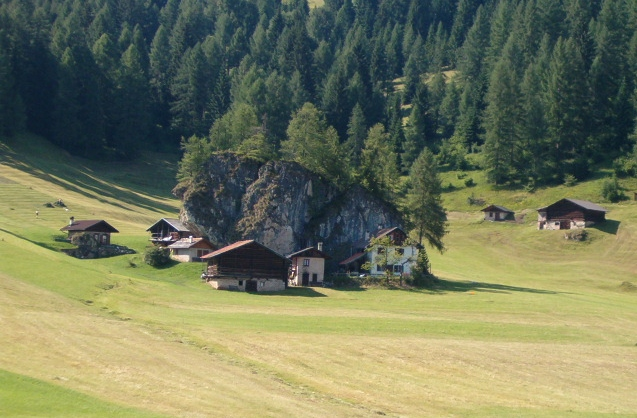
Conca prativa di Fosne in Val Canali.

### Architetture civili
- Palazzo Scopoli. L'edificio venne costruito attorno all'anno 1000, con una probabile funzione di fondaco o magazzino per la comunità. Nel corso dei secoli esso mutò funzione, diventando un importante edificio di rappresentanza. Fu infatti la residenza del vicario del vescovo, nonché l'edificio dove venivano custoditi gli Statuti di Primiero[6]. Nel Quattrocento divenne proprietà della famiglia Scopoli, che ampliò e ammodernò l'edificio. Gli Scopoli, ricca famiglia di notai, fecero affrescare le sale interne del palazzo e costruire una cappella privata all'interno del complesso. Dopo il restauro concluso nel 2003 il palazzo è divenuto la sede municipale.
- La Val Canali si caratterizza per la presenza di numerosi masi, in pietra e legno utilizzati per il ricovero del bestiame, la conservazione del fieno e la vita della famiglia contadina. I masi sono tradizionalmente composti da più unità: la stalla (stala), il fienile (tabià) e l'edificio riservato all'abitazione stagionale dei contadini (casera).

### Aree naturalistiche
- Aree nella conca prativa di Fosne in Val Canali
- Lago Welsperg

## Società

### Evoluzione demografica
Di seguito è mostrata l'evoluzione demografica dell'ex comune di Tonadico, che si estendeva per 89.88 km2 e comprendeva, oltre all'omonimo centro, le frazioni di Tressane e San Martino di Castrozza.
Abitanti censiti

## Amministrazione

### Altre informazioni amministrative
Il paese ebbe autonomia comunale fino al 1927, quando, sotto il regime fascista, venne soppresso e i suoi territori aggregati al comune di Primiero. Nel 1947 il comune viene ricostituito (Censimento 1936: pop. res. 892), e poi nuovamente soppresso nel 2016, confluendo in Primiero San Martino di Castrozza.